# 液体絆創膏
液体絆創膏（えきたいばんそうこう）とは、小さな切り傷や擦り傷の治療に使用する医療器具である。
ポリマーで構成された被膜を皮膚に密着させて使用する。これは、汚れや病原菌の汚染から防御するとともに、皮膚を保湿する。
深い切り傷や外科治療に使用され、同様の効果と反応がある物質については瞬間接着剤#用途を参照（瞬間接着剤を傷口に塗布する場合、毒性があるため注意）。

## デザイン
液体絆創膏は通常、溶剤（通常は水かアルコール）に溶かしたポリマーを使用し、殺菌剤や局所麻酔薬を含むものがある。また、数種類のアルコールには同様の効果がある。これらの製品は溶剤が蒸発するときに形成されるポリマーの薄い膜によりけがを保護する。ポリマーにはポリビニルピロリドン（水ベース）、エチルセルロース、ニトロセルロース、メチルアクリレートイソブテンモノイソプロピルマレート（methylacrylate-isobutene-monoisopropylmaleate）（アルコールベース）、非晶ポリアリレート・シロキサンポリマー（ヘキサメチルジシロキサン溶剤もしくはイソオクタン溶剤ベース）のものがある。
小さな切り傷や擦り傷に使う一般的な絆創膏の代用品としての仕様に加え、外科病院や動物病院では縫合糸や医療用ホチキスのように除去する必要がないことから、心的外傷の軽減に効果があることが知られている。液体絆創膏は傷を素早く止血でき、止血中もきちんとした医学的な注意を払うことができることから、戦場で用いられることも増えている。

## 最近の開発
新しい種類の液体絆創膏は、皮膚に直接結合するペプチドを使用しようとしている。この製品は、外科手術中・手術後の止血効果が期待されている。